# Rubí – Bezauberndes Biest
Rubí ist eine mexikanische Telenovela, die von José Alberto Castro 2004 für Televisa produziert wurde. Sie basiert auf einem mehrmals verfilmten Comic von Yolanda Vargas Dulché aus dem Jahr 1963.
Die Serie wurde in Deutschland 2007 auf Passion im Pay-TV gesendet und 2009 auf RTL Television im Free-TV.

## Handlung
Rubí ist ein hübsches Mädchen, das bei ihrer Mutter Raphaëlle und ihrer Schwester Christina lebt. Ihre Mutter ist eine zurückhaltende, fleißige und traditionelle Frau und ihr einziger Wunsch ist es, ihre Töchter ein einfaches und ruhiges Leben führen zu sehen. Sie liebt ihre beiden Töchter, fühlt sich aber Christina näher.
Rubí wurde in ihrer Kindheit von ihrem Vater verwöhnt und ist es gewohnt, immer das zu bekommen, was sie will. Seit seinem Tod kann Rubí die katastrophale finanzielle Situation, in der sich ihre Familie befindet, nicht mehr akzeptieren. Doch ihre Mutter und ihre Schwester tun ihr Bestes, um ihr das Leben leichter zu machen. Christina, die Tag und Nacht arbeitet, unterstützt die Familie. Dank dieses Mittelzuflusses erhält Rubí ein Stipendium, um ihr Studium an einer privaten Universität fortzusetzen. Sie hat jetzt nur noch ein Ziel: eine reiche und beneidete Frau zu werden.
An der Universität freundete sie sich mit Maribel de la Fuente an, einem hübschen und vor allem sehr reichen jungen Mädchen. Diese verlor die Verwendung ihres linken Beines nach einem Autounfall, bei dem ihre Mutter starb. Sie lebt bei ihrem Vater, Arthur, und ihrer Gouvernante Paula, die über sie wacht, weil sie Rubí misstraut. Maribel glaubt, dass sie in Rubí mehr als eine Freundin, eine Schwester, gefunden hat. Sie sieht nicht, dass Rubí eine käufliche und berechnende junge Frau ist.
Wegen ihrer Behinderung ist Maribel ein schüchternes junges Mädchen, dem es an Selbstvertrauen mangelt. Sie trifft einen Mann namens Hector im Internet. Hector ist gutaussehend, brillant, reich und leidenschaftlich und ein talentierter Architekt. Im Laufe der Monate sind sie mehr als nur Freunde geworden.
Hector, entschlossen, Maribel zu treffen, kommt mit seinem besten Freund Alejandro Cardenas, einem jungen orthopädischen Chirurgen, nach Mexiko-Stadt. Er ist ein selbstbewusster, entschlossener und intelligenter Mann. Zwischen ihm und  Rubí ist es Liebe auf den ersten Blick. Später erfährt Rubí von Maribels Vater, dass Alejandro nicht vermögend ist, was nicht in ihre Zukunftsplanung passt. Rubí entscheidet sich, ihren Traum von Reichtum zu verwirklichen, und trennt sich, trotz ihrer starken Gefühle, von Alejandro.
Dann verführte sie Hector, welcher sich inzwischen mit Maribel verlobt hat. Am Hochzeitstag lässt Hector Maribel vor dem Traualter sitzen und flieht mit Rubí nach Cancun. Ihre Gefühle für Alejandro kann sie aber nicht vergessen.
Nach einigen Jahren kehren sie zurück nach Mexiko-Stadt. Alejandro ist mittlerweile ein angesehener Chirurg mit gutem Verdienst, worauf Rubí versucht ihn zurückzugewinnen.
Während der gesamten Handlung entdecken wir Rubis Leiden und das ständige Hin und Her zwischen allen Beteiligten.

## Hintergrund
Die deutsche Synchronisation übernahm die Deutsche Synchron Film GmbH, Berlin. Im Free-TV lief die Serie auf RTL im Mai 2009, wurde aber nach drei Wochen wegen Erfolglosigkeit auf die Wochenenden, weiterhin sonntags um 8.45 Uhr verlegt. Bereits 1968 wurde Yolanda Vargas Dulché's Telenovela Rubi in 53 Folgen verfilmt.

## Sendetermine
| Datum (Erstausstrahlung)                 | Datum (Erstausstrahlung) | Uhrzeit                      | TV-Sender      |
| ---------------------------------------- | ------------------------ | ---------------------------- | -------------- |
| Deutschland Österreich Schweiz Luxemburg | 30.04.2007 – 08.10.2007  | (Uhrzeiten können abweichen) | Passion        |
| Deutschland Österreich Schweiz Luxemburg | 14.02.2008 – 28.07.2008  | (Uhrzeiten können abweichen) | Passion        |
| Deutschland Österreich Schweiz Luxemburg | 03.09.2009 – 09.08.2010  | (Uhrzeiten können abweichen) | Passion        |
| Deutschland Österreich Schweiz Luxemburg | 03.05.2009 – /           | sonntags gg. 8.45 Uhr        | RTL Television |

## Auszeichnungen
- TVyNovelas Awards 2004, Mexiko: 7 Auszeichnungen, darunter Beste Telenovela und Beste Hauptdarstellerin[4]
- Les Gérard de la télévision 2006, Frankreich: Nominierung zur Worst Murder-Inducing Broadcast[5]
- TP de Oro 2011, Spanien: Nominierung für die Beste Telenovela[6]